# Lü Zhi (impératrice)
 (mars 2011).
Si vous disposez d'ouvrages ou d'articles de référence ou si vous connaissez des sites web de qualité traitant du thème abordé ici, merci de compléter l'article en donnant les références utiles à sa vérifiabilité et en les liant à la section « Notes et références ».
L'impératrice Lü Zhi (呂雉), née en 241 av. J.-C., morte en 180 av. J.-C., était l'épouse de l'empereur Gaozu de la dynastie Han. Ils ont eu deux enfants connus, l'empereur Hui et la princesse Luyuan (魯元公主).

## Controverse
L'impératrice a souvent été critiquée par les historiens car elle était une femme puissante et conspiratrice. Selon les historiens traditionnels, elle a conspiré contre Han Xin (韓信), le prince de Huaiyin (淮阴), et Peng Yue (彭越), le prince de Liang, tous deux généraux de premier plan et d'importants contributeurs à la fondation de la dynastie Han. Malgré sa réputation de femme brutale et cruelle, elle est apparue comme totalement dévouée à son mari ainsi qu'à la sécurité de l'empire.
Après la mort de l'empereur Gaozu, leur fils Liu ying (刘盈) devint empereur sous le titre Han Huidi. De caractère faible, il s'intéressait peu aux affaires d'État, c'est donc Lü Zhi qui contrôlait le pouvoir effectif. 
Elle fit tuer la concubine favorite de l'empereur défunt, Dame Qi, d'une façon cruelle, ainsi que le fils de cette dernière, le prince Ruyi. L'empereur Han Huidi en était profondément choqué et chercha ensuite à éviter sa mère.
Lü Zhi centralisa le pouvoir entre ses mains en s'appuyant sur les gens de son clan, allant même jusqu'à choisir pour impératrice la fille de sa fille, donc la propre nièce de l'empereur, qui n'avait que 10 ans.
Après la mort de son fils, elle plaça successivement  sur le trône deux empereurs en bas âge pour continuer à exercer un pouvoir sans partage : (Liu Gong (劉恭) - Qian Shaodi - et Liu Hong (劉弘) - Hou Shaodi).
Ainsi, Lü Zhi fut la première femme dans l'histoire de Chine à gouverner effectivement le pays pendant 15 ans.

## Décès
En 180 av. J.-C., après avoir fait des offrandes aux dieux à Bashang, de retour dans la capitale, elle vit ce qui semblait être un chien au pelage bleu qui l'attaqua et qui mordit l'aisselle de Lü avant de disparaître soudainement. Elle mourut des suites de la blessure.

## Sources
- (en) Cet article est partiellement ou en totalité issu de l’article de Wikipédia en anglais intitulé « Empress Lü Zhi » (voir la liste des auteurs).